# When Ladies Meet
When Ladies Meet er en amerikansk romantisk komediefilm fra 1933, instrueret af Harry Beaumont. Filmen har Ann Harding, Myrna Loy, Robert Montgomery, Alice Brady og Frank Morgan i hovedrollerne.
Manuskriptet er skrevet af Leon Gordon og John Meehan baseret på Rachel Crothers' skuespil When Ladies Meet fra 1932. Den handler om en forfatter der arbejder på en roman om en kærlighedstrekant, som bliver tiltrukket af sin udgiver. Hendes bejler Jimmie er fast besluttet på at få dem til at bryde dem op. Han introducerer forfatteren for udgiverens kone, uden at fortælle hende hvem hun er.
Filmen blev nomineret til en Oscar for bedste scenografi af Cedric Gibbons.
Filmen blev genindspillet under samme navn i 1941.